# 稲城市立稲城第五中学校
稲城市立稲城第五中学校（いなぎしりつ いなぎだいごちゅうがっこう）は、東京都稲城市向陽台三丁目にある公立の中学校である。

## 沿革
- 1988年（昭和63年）4月1日 - 開校

## 校区
- 百村の一部
- 坂浜の一部
- 向陽台の全域
- 長峰の全域

## 交通
- JR南武線南多摩駅から徒歩17分
- 京王相模原線稲城駅から徒歩21分